# Josef Bursik
Josef John Bursik (ur. 12 lipca 2000 w Lambeth) – angielski piłkarz czeskiego pochodzenia występujący na pozycji bramkarza w Club Brugge. Wychowanek Wimbledonu, w trakcie swojej kariery grał także w takich zespołach, jak Stoke City, Hednesford Town, Telford United, Accrington Stanley, Doncaster Rovers, Peterborough United i Lincoln City. Młodzieżowy reprezentant Anglii. Wnuk czechosłowackiego generała, Josefa Buršíka.